# بخش مرکزی شهرستان شهرضا
بخش مرکزی شهرستان شهرضا تنها بخش تابعه شهرستان شهرضا در استان اصفهان ایران است.

## تقسیمات کشوری
- بخش مرکزی شهرستان شهرضا 
  - دهستان اسفرجان
  - دهستان دشت
  - دهستان کهرویه
  - دهستان منظریه

شهرها: شهرضا ، منظریه

## جمعیت
براساس سرشماری عمومی نفوس و مسکن در سال ۱۳۹۵، جمعیت بخش مرکزی شهرستان شهرضا برابر با ۱۵۹،۷۹۷ نفر بوده‌است.